# Microsoft Security Essentials
Microsoft Security Essentials (MSE) is gratis antivirussoftware, gemaakt door Microsoft, die bescherming biedt tegen verschillende soorten malware zoals computervirussen, spyware, rootkits en Trojaanse paarden. Microsoft Security Essentials is beschikbaar voor Windows XP (x86),Windows Vista en Windows 7 (zowel x86 als x64). Microsoft Security Essentials vervangt de commerciële antivirustoepassing Windows Live OneCare en het gratis programma Windows Defender, waarmee gebruikers beschermd worden tegen adware en spyware.

## Ontwikkeling

### Versie 1
Microsoft kondigde plannen voor een gratis beveiligingsproduct voor consumenten aan onder codenaam Morro. Dit gebeurde op 18 november 2008. Dit veranderde Microsofts strategie: in plaats van aan abonnees betaalde antivirussoftware aan te bieden, die verschillende extra functies had, stelde Microsoft voortaan gratis antivirussoftware ter beschikking, met minder functies. Om recht te hebben op de download moet men wel een legale versie van Windows XP SP2 of hoger (Enkel 32bit), Windows Vista of Windows 7 geïnstalleerd hebben.
Op 23 juni 2009, heeft Microsoft een publieke beta voor 75000 mensen in de Verenigde Staten, Israël, China en Brazilië beschikbaar gesteld. Op dat moment verklaarde Microsoft dat Microsoft Security Essentials zou worden afgerond vóór het einde van 2009. De definitieve versie werd uitgebracht op 29 september 2009. Hardwarevereisten voor het programma zijn afhankelijk van het besturingssysteem en kunnen gevonden worden op de website.

### Versie 2
Op 19 juli 2010 gaf Microsoft gegevens vrij van een technische preview van Microsoft Security Essentials 2.0. Op 16 december 2010 werd Microsoft Security Essentials versie 2.0 officieel vrij gegeven voor het publiek. Deze versie bevat Netwerk controle systeem, een netwerk systeem voor de binnendringen opsporing dat werkt op Windows Vista en Windows 7, evenals een nieuwe anti-malware versie die gebruikmaakt van heuristiek in malware detectie. Versie 2 kan ook geïntegreerd worden met Internet Explorer om de gebruiker tegen web-gebaseerde bedreigingen te beschermen. Verder werd de gebruikersomgeving vernieuwd. Op 27 juni 2011 werd versie 2.0 opgevolgd door versie 2.1.

### Versie 4
Versie 3 van Security Essentials werd overgeslagen. Een gesloten bèta van Microsoft Security Essentials 4.0 kwam uit op 30 november 2011. In deze nieuwe versie werd de gebruikersinterface onder handen genomen, deze is nu net als de Windows Defender in Windows 8 grijs-blauw. Tevens is de interface vereenvoudigd door enkele iconen weg te laten en is deze meer geïnspireerd door de Metro-interface. Security Essentials zal ook nog minder meldingen gaan vertonen: malware wordt nu direct verwijderd zonder eerst toestemming te vragen. Ook moeten er verbeterde detectie- en verwijderingsmogelijkheden komen en zou versie 4 Windows minder belasten. Ook vervalt de ondersteuning voor Windows XP Service Pack 2 en Windows Vista RTM.
Een gesloten Release Candidate van Microsoft Security Essentials 4.1 kwam uit op 25 augustus 2012 en ondersteunt enkel Windows XP, Vista en 7. Windows 8 wordt niet ondersteund omdat Windows Defender dezelfde functionaliteit biedt. Er is niet bekend welke functionaliteit Microsoft heeft toegevoegd in versie 4.1. Sinds 7 februari is er ook een beta te downloaden van Microsoft Security Essentials 4.2.

### Toekomst
Windows 8 kan niet werken met Security Essentials omdat Windows Defender hetzelfde doet. Waarschijnlijk komen er nog nieuwe versies van Security Essentials uit voor Windows XP, Vista en 7.
Overigens heeft Microsoft aangegeven dat Microsoft Security Essentials (MSE) geen vervanging is voor een (goede) virusscanner en dat MSE slechts basic scant, waardoor het nooit goede resultaten zal behalen ten opzichte van andere (gratis) virusscanners.

## Functies
Microsoft Security Essentials is ontworpen voor consumenten. Het mist gecentraliseerde beheerfuncties die worden aangetroffen in Microsoft Forefront Client Security. Het bevat dezelfde anti-malware engine en virusdefinities die in alle andere Microsoft-desktop anti-malware producten, met inbegrip van Forefront Client Security, Windows Live OneCare en Windows Defender, zitten. Vóór de installatie controleert Microsoft Security Essentials of het geïnstalleerde exemplaar van Microsoft Windows wel legitiem is. Microsoft Security Essentials vereist geen registratie of persoonlijke gegevens. Microsoft Security Essentials biedt ook bescherming tegen spyware en adware.
Met behulp van standaardinstellingen worden gearchiveerde bestanden uitgepakt en vervolgens gescand. Het downloaden van bestanden en e-mailbijlagen wordt ook gescand. De dynamische Signature Service probeert vast te stellen of er bestanden met een vreemd gedrag zijn aangetroffen. Alvorens actie te ondernemen tegen een verdacht bestand, vraagt Microsoft Security Essentials om toestemming van de gebruiker. Als er binnen 10 minuten niet wordt gereageerd, gaat Microsoft Security Essentials automatisch de standaardactie voor het aangetroffen bestand uitvoeren. Er worden systeemherstelpunten gemaakt voor het verwijderen van gevonden malware.
Microsoft Security Essentials controleert automatisch op updates van virusdefinities die drie keer per dag worden gepubliceerd op Microsoft Update. Vervolgens worden ze ook automatisch geïnstalleerd. De gebruiker kan updates ook handmatig installeren.